# Bălteni (okręg Buzău)
Bălteni – wieś w Rumunii, w okręgu Buzău, w gminie C.A. Rosetti. W 2011 roku liczyła 469 mieszkańców.